# ISO 3166-2:NC
ISO 3166-2:NC è il sottogruppo dello standard ISO 3166-2 riservato alla Nuova Caledonia, collettività d'oltremare della Repubblica francese.

Lo standard ISO 3166-2, seconda parte dello standard ISO 3166, pubblicato dall'Organizzazione internazionale per la normazione (ISO), è stato creato per codificare i nomi delle suddivisioni territoriali delle nazioni e delle aree dipendenti codificate nello standard ISO 3166-1.
Attualmente, nello standard ISO 3166-2 non è stato definito nessun codice per la Nuova Caledonia.
Il codice ISO 3166-1 alpha-2 ufficialmente assegnato alla Nuova Caledonia è NC. Inoltre gli è stato assegnato il codice ISO 3166-2 FR-NC all'interno del sottogruppo della Francia.